# Missió Panamà
Missió Panamà (originalment en anglès, Panama) és una pel·lícula de thriller d'acció del 2022 dirigida per Mark Neveldine i protagonitzada per Cole Hauser i Mel Gibson. S'ha doblat i subtitulat al català.
Es va estrenar als Estats Units el 18 de març de 2022 amb la distribució de Saban Films.

## Sinopsi
Quan els Estats Units estan a punt d'envair Panamà, l'exmarine Becker és contractat per un agent de la CIA anomenat Stark per a una missió confidencial de comerç d'armes. Sol i entre els traficants d'armes més perillosos, Becker descobreix la veritable naturalesa del poder polític.

## Repartiment
- Cole Hauser com a James Becker[6]
- Mel Gibson com a Stark[6]
- Kate Katzman com a Tatiana[7]
- Charlie Weber com a Hank Burns[6]
- Victor Turpin com Brooklyn Rivera[6]
- Mauricio Henao[8] com a Enrique Rodríguez
- Jackie Cruz com a Cynthia Benítez